# هاتشيكو
هاتشيكو (باليابانية: ハチ公) هو كلب من فصيلة أكيتا إينو (10 نوفمبر 1923 - 8 مارس 1935) ولد في مدينة أوداته، محافظة أكيتا. يشتهر هذا الكلب بوفائه لصاحبه حتى لسنوات بعد وفاته.
أُحضر هاتشيكو إلى طوكيو من قبل سيده هيده-سابورو أوينو البروفسور في قسم الزراعة في جامعة طوكيو. وأثناء حياته كان هاتشيكو يذهب لمقابلته عند عودته من العمل أمام باب محطة شيبويا بشكل متكرر حتى مايو 1925 عندما لم يعد البروفسور إلى المحطة في أحد الأيام بسبب نزيف دماغي تعرض له في الجامعة أدى إلى وفاته، إلا أن هاتشيكو لم يقلع عن عادته في انتظار سيده أمام باب المحطة يوماً بعد يوم في انتظار عودته، واستمر على هذا الحال عشرة سنوات متتالية حتى لفت انتباه الكثير من المارة في المحطة وانتشرت قصته.
مات هاتشيكو في 8 مارس 1935 و جثته محنطة ومحفوظة في المتحف الوطني للعلوم في أوينو، طوكيو.

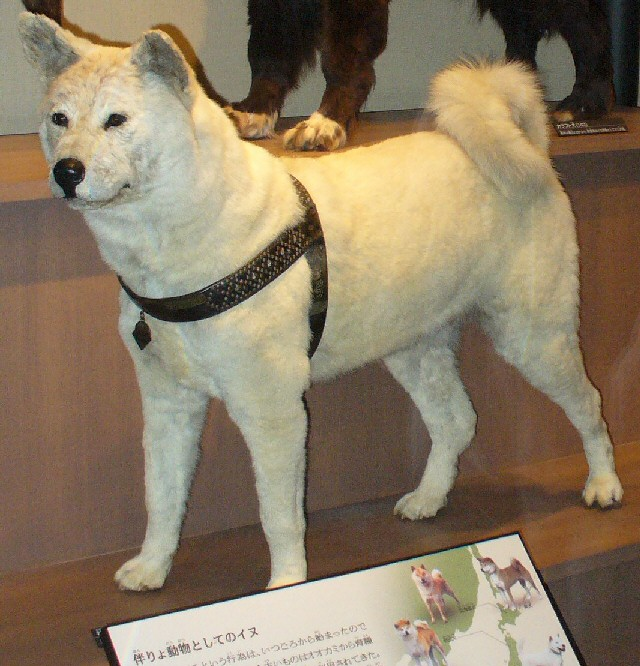
هاتشيكو محفوظ في المتحف الوطني للعلوم في أوينو، طوكيو

## تمثال
في أبريل 1934 تم نصب تمثال من البرونز شبيه بشكل هاتشيكو في الساحة أمام محطة شيبويا وكان هاتشيكو حاضرا في حفل افتتاح التمثال، إلا أن هذا التمثال تم استخدام معدنه في تصنيع الأسلحة في الحرب العالمية الثانية. بعد الحرب وفي عام 1948 تم إعادة صنع تمثال هاتشيكو ونصبه في مكانه الذي لا يزال موجوداً حتى اليوم في أشهر مناطق شيبويا و تحديدا مقابل لمحطة شيبويا للنقل العام  هو وأحد علامات طوكيو. هناك تمثال مشابه يقف في مسقط رأس هاتشيكو أمام محطة أوداته في أوداته، أكيتا.